# مدخل بورتلاند
مدخل بورتلاند هو مدخل للمحيط الهادئ على الساحل الشمالي لكولومبيا البريطانية بكندا، على بعد حوالي 55 كم (34 ميل) شمال برينس روبيرت. ينضم إلى مسار تشاثام مقابل مدخل ديكسون. يبلغ طوله 4 كم (2.5 ميل) ويصل عرضه إلى 13 كم (8.1 ميل). وهو يصب بقناة بورتلاند، وخليج ناس (منفذ نهر ناس)، ومدخل خوتزيماتين، وهو موقع جزيرة بيرس وجزيرة سومرفيل. تم رسم خريطة بورتلاند إنليت من قبل بعثة فانكوفر في عام 1793 وأطلق عليها اسم مدخل براون، وقام جورج فانكوفر لاحقًا بتغيير الاسم لتكريم الدوق في بورتلاند.